# KolibriOS
KolibriOS — операційна система з відкритими сирцевими кодами, що базується на MenuetOS. Повністю написана на мові асемблера і вміщається на одну дискету. Система розрахована на використання асемблера для написання програм до неї, хоча є програми, написані на С, C++, Free Pascal, Forth тощо. ОС використовує власні стандарти та не базується на POSIX. У цей час більшість розробників мешкає на території країн СНД.
Система багатозадачна, багатопоточна, має графічний інтерфейс користувача, підтримку протоколу TCP/IP для роботи локальних мереж та інтернету.Перша версія ОС, призначена для виправлення драйверів для російськомовного дистрибутива, була випущена Маратом Закіяновим «mario79» у 2004 році.Незабаром після початку проекту розробник MenuetOS вирішив зосередитися лише на 64-розрядній версії, яка, на відміну від свого 32-розрядного аналога, була закритою.KolibriOS було розроблено кількома співавторами з різних країн, включаючи Росію, Казахстан, Україну, Білорусь, Узбекистан, Молдову, Естонію, Німеччину та Бельгію. Монтажем дистрибуції займається Євген Гречніков або «Алмаз».Є дві гілки розробки: KolibriACPI, яка має розширену підтримку ACPI, і Kolibri-A, екзоядерна версія KolibriOS, оптимізована для вбудованих додатків і апаратного забезпечення; наразі підтримується лише кілька платформ AMD на базі APU.

## Особливості KolibriOS
- Велика кількість варіантів завантаження системи, у тому числі з NTFS-розділу. Також можливо завантажитися прямо із Windows, який при цьому завершує роботу.
- Графічний інтерфейс користувача функціонує на основі VESA. Можливо збільшити частоту монітора.
- Середовище розробки: редактор, макро-асемблер (fasm) для збирання ядра та програм.
- Підтримка TCP/IP-стека для деяких мережевих карт.
- Основний дистрибутив вміщується на одну дискету.
- Для запуску буде достатньо 8 МБ оперативної пам'яті.
- Сторінкова адресація.
- Підтримка файлових систем FAT12, FAT16, FAT32, Ext2, NTFS (частково), Ext4 (тільки читання), ISO 9660 (включаючи мультисесію).
- Підтримка звукового кодеку AC'97 для чипів Intel, nForce, nForce2, nForce3, nForce4, SIS7012, FM801, VT8233, VT8233C, VT8235, VT8237, VT8237R, VT8237R Plus i EMU10K1X
- Підтримка відтворення AUDIO-CD та DVD дисків.

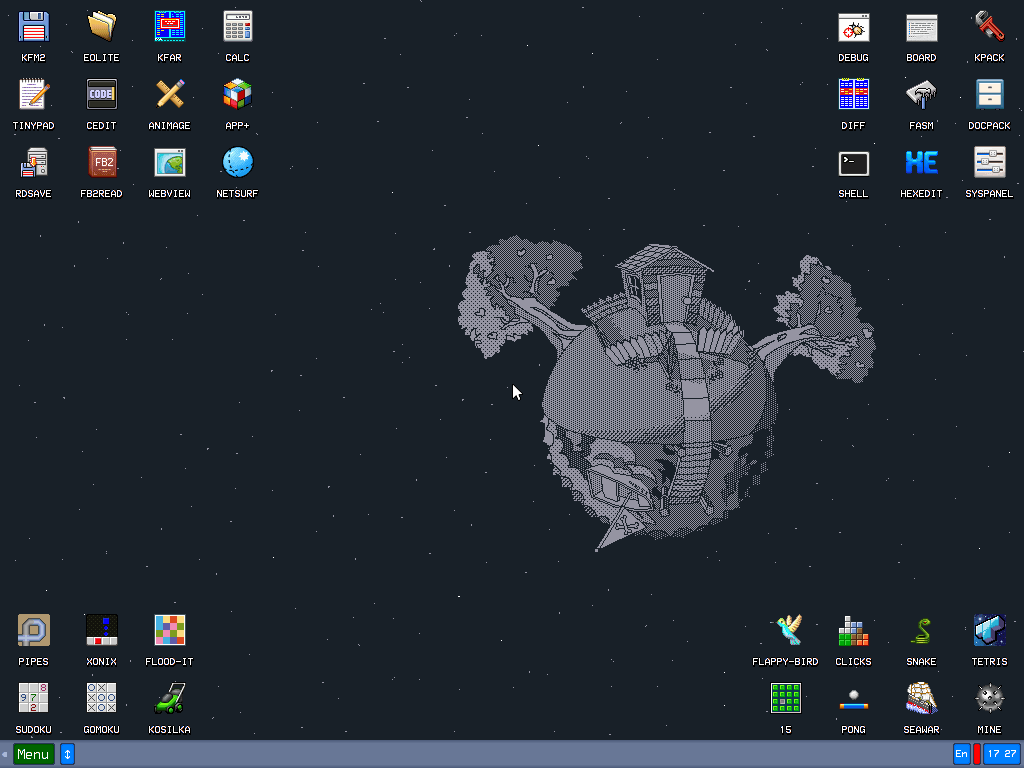
Робочий стіл KolibriOS влітку 2024 року

## Посилання

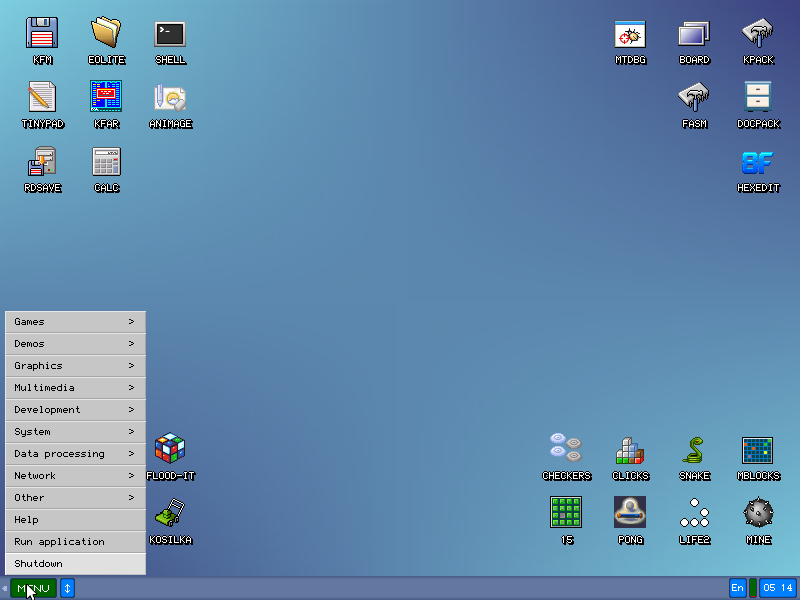
KolibriOS, запущене у VirtualBox

## Див. також

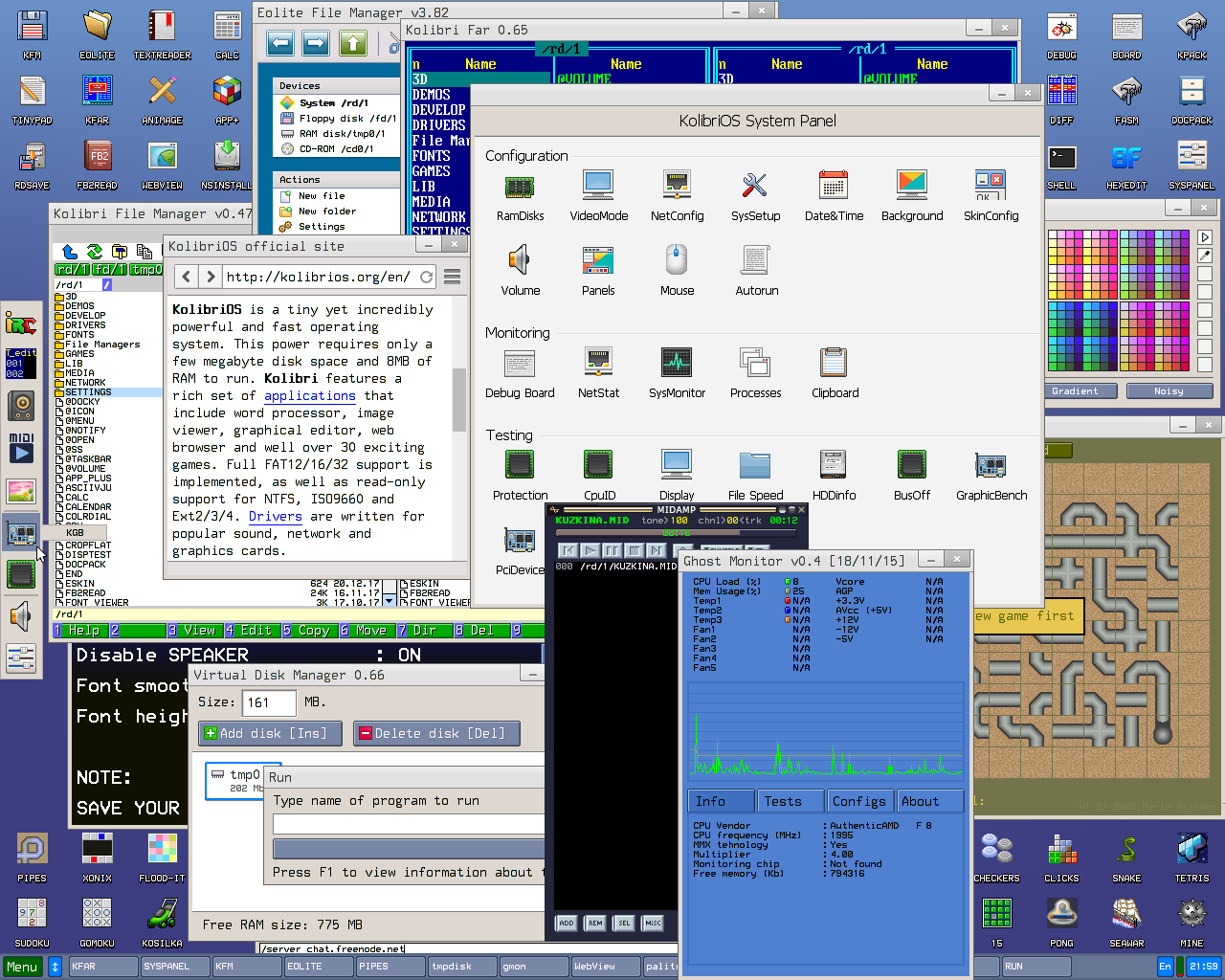
KolibriOS, нічна збірка